# Jan Pol
Jan-Harm Pol (Wateren, 4 de septiembre de 1942) es un veterinario holandés-estadounidense que protagoniza el programa de televisión de realidad El increíble Dr. Pol en Nat Geo Wild.
Graduado de la Universidad de Utrecht. Se mudó con su esposa Diane a Harbor Beach, Míchigan, donde Pol trabajó para una clínica veterinaria durante más de diez años. Posteriormente, Pol se mudó a Weidman, donde fundó su propio negocio, Pol Veterinary Services, en 1981. Debido a la poca disponibilidad de veterinarias para atención de emergencia en esta zona rural, las emergencias hacen parte vital del negocio de Pol. Afirma haber atendido a más de diecinueve mil clientes durante sus años laborales. Pol asegura que a pesar de su edad, no puede jubilarse, debido a que no hay veterinarios que puedan suplir la demanda del cuidado de los animales de granja.

## Biografía
Jan-Harm Pol nació el 4 de septiembre de 1942 en Wateren, Drenthe, en los Países Bajos. Pol creció en la granja lechera de su familia. Pol conoció a su esposa, Diane Dalrymple, cuando era un estudiante de intercambio en la escuela secundaria de Mayville en 1961.
En 1970, Pol se graduó en medicina veterinaria en la Universidad de Utrecht. Pol y su esposa se mudaron a Harbor Beach, Michigan, donde trabajó en una práctica veterinaria durante 10 años. Luego se mudó a Weidman, Michigan, donde fundó Pol Veterinary Services en 1981. Pol Veterinary Services trata animales de los vecindarios circundantes debido a la falta de servicios veterinarios en las zonas rurales de Michigan.
En 2013, Pol testificó ante la Cámara de Representantes de Michigan a favor de un proyecto de ley para prohibir a las autoridades investigar informes de mala conducta o acusaciones basadas en información obtenida al ver la transmisión de un programa de realidad, pero el proyecto de ley murió en el comité.
Pol fue multado con $500 en 2014 y su licencia fue puesta en libertad condicional por la Junta de Medicina Veterinaria de Michigan por no usar la vestimenta quirúrgica adecuada durante el tratamiento de un Boston terrier. Un año después, la sentencia fue revocada por la Corte de Apelaciones de Michigan, que revirtió y remitió el caso, sosteniendo, entre otras cosas, que no había evidencia competente de que hubiera una violación del estándar de cuidado.
En 2013, Pol recibió un doctorado honorario en servicio público de la Universidad Central de Michigan.